# Гвардейское (Кабардино-Балкария)
Гварде́йское — село в Прохладненском районе Кабардино-Балкарской Республики. Входит в состав муниципального образования «Сельское поселение Ульяновское».

## География
Селение расположено в северо-восточной части Прохладненского района, на правом берегу Правобережного канала. Находится в 4,5 км к северу от центра сельского поселения — Ульяновское, в 28 км к северо-востоку от районного центра Прохладный и в 88 км от города Нальчик. 
Граничит с землями населённых пунктов: Красносельское и Граничное на западе, Восточное на юго-востоке и Ульяновское на юге.
Населённый пункт расположен на наклонной Кабардинской равнине, в равнинной зоне республики. Средние высоты на территории села составляют около 228 метров над уровнем моря. Плоскостная слабо волнистая равнина имеет постепенное общее понижение с северо-запада на юго-восток. Имеются различные бугристые и курганные возвышенности.
Естественная гидрографическая сеть на территории села отсутствует и она представлена в основном Правобережным каналом, тянущемся к северу от села. К востоку от села расположено запруднённое озеро, с площадью водного зеркала в 19,3 м2.
Территория населённого пункта расположено в переходной полосе от предгорных чернозёмов к лугово-каштановым почвам. Почвообразующей породой являются — лёссовидные суглинки. Почвенный покров на всей площади почти однороден. По обеспеченности подвижным фосфором относятся к группе низко обеспеченных. Содержание калия повышенное. Реакция почвенного раствора слабощелочная. РН 7,6 — 7,9 благоприятна для роста и развития всех сельскохозяйственных культур умеренных поясов.
Климат влажный умеренный. Средняя температура воздуха в июле достигает +25,0°С, в январе она составляет около -1,5°С. В целом среднегодовая температура воздуха составляет +11,5°С при среднегодовом количество осадков около 600 мм. Основные ветры восточные и северо-западные. В конце лета возможны суховеи, дующие со стороны Прикаспийской низменности.

## История
Селение Гвардейское основано в 1962 году, на базе 5-го отделения зерносовхоза «Прималкинский».
В 1997 году в результате разукрупнения Красносельской сельской администрации, населённый пункт был передан в состав новообразованной Ульяновской сельской администрации (ныне сельское поселение Ульяновское).

## Население
| 2002 | 2010 | 2021 |
| ---- | ---- | ---- |
| 428  | ↘421 | ↘404 |

За межпереписной период (с 2010 по 2021 год) население села уменьшилось на 17 чел. (- 4,04 %).
Национальный состав
По данным Всероссийской переписи населения 2021 года:
| Народ                | Численность, чел. | Доля от всего населения, % |
| -------------------- | ----------------- | -------------------------- |
| русские              | 166               | 41,09 %                    |
| турки                | 132               | 32,67 %                    |
| балкарцы             | 34                | 8,42 %                     |
| кабардинцы (черкесы) | 25                | 6,19 %                     |
| немцы                | 8                 | 1,98 %                     |
| осетины              | 6                 | 1,48 %                     |
| чеченцы              | 6                 | 1,48 %                     |
| армяне               | 5                 | 1,24 %                     |
| другие               | 22                | 5,45 %                     |
| нет / не указано     | 0                 | 0                          |
| всего                | 404               | 100 %                      |

Половозрастной состав
По данным Всероссийской переписи населения 2010 года:
| Возраст     | Мужчины, чел. | Женщины, чел. | Общая численность, чел. | Доля от всего населения, % |
| ----------- | ------------- | ------------- | ----------------------- | -------------------------- |
| 0 — 14 лет  | 45            | 46            | 91                      | 21,62 %                    |
| 15 — 59 лет | 131           | 139           | 270                     | 64,13 %                    |
| от 60 лет   | 27            | 33            | 60                      | 14,25 %                    |
| Всего       | 203           | 218           | 421                     | 100 %                      |

Мужчины — 203 чел. (48,22 %). Женщины — 218 чел. (51,78 %).
Средний возраст населения — 33,3 лет. Медианный возраст населения — 31,5 лет.
Средний возраст мужчин — 32,5 лет. Медианный возраст мужчин — 30,5 лет.
Средний возраст женщин — 34,0 лет. Медианный возраст женщин — 32,1 лет.

## Образование
- МКДОУ Начальная школа Детский сад — ул. Центральная, 5.

Из-за отсутствия среднеобразовательных учреждений на территории села, школьники едут в соседнее село — Красносельское.
Остальные объекты социальной инфраструктуры расположены в центре сельского поселение — селе Ульяновское.

## Улицы
На территории села зарегистрировано 8 улиц:

| Александра Разина |
| Кооперативная     |
| Молодёжная        |

| Садовая   |
| Солнечная |
| Степная   |

| Тельмана    |
| Центральная |